# 蒙古国护照
蒙古護照，是由蒙古国政府向其公民發出的旅行證件。
根据2025年1月8日发布的亨利护照指数，蒙古国护照可免签证、落地签证或电子签证入境66个国家和地区，位居世界第76，与卢旺达、塞拉利昂护照并列。

## 用戶資料頁
- 護照類型
- 發出國家號碼
- 護照號碼
- 姓名
- 國籍
- 出生日期 (日.月.年)
- 身份證號碼 (和認辨證的一樣)
- 性別 (男) 或 (女)
- 出生地點 (城市, 國家)
- 發出日期(日.月.年)
- 發出地點
- 有效日期 (日.月.年)

## 簽證頁面

### 第一类
对蒙古国外交、公务、普通护照免签的国家和地区：
- 新加坡 ：免签、14天
- 香港 ：免签，14天
- ：免签、30天
- 以色列 ：免签、30天
- 古巴 ：免签、30天
- 保加利亚 ：免签30天
- 巴西 ：免签90天
- ：免签、90天
- 白俄羅斯 ：免签、90天
- ：免签、90天
- ：免签、90天
- ：免签、90天
- 澳門 ：免签、90天
- 马来西亚 ：免签、90天
- ：免签、90天
- ：免签、90天
- 乌克兰 ：免签、90天
- 菲律賓 ：免签、90天

### 第二类
对蒙古国外交、公务护照免签，对普通护照签证的国家和地区
- 印度尼西亞 ：外交、公务免签14天，普通护照签证
- 羅馬尼亞 ：外交、公务免签30天，普通护照签证
- ：外交、公务免签30天，普通护照签证
- 泰國 ：外交、公务免签30天，普通护照签证
- 土耳其 ：外交、公务免签30天，普通护照签证
- 匈牙利 ：外交、公务免签30天，普通护签证
- 捷克 ：外交、公务免签30天，普通护照签证
- 墨西哥 ：外交、公务免签90天，普通护照签证
- 俄羅斯 ：外交、公务免签90天，普通护照签证
- 斯洛伐克 ：外交、公务免签90天，普通护照签证
- 智利 ：外交、公务免签90天，普通护照签证
- 印度 ：外交、公务免签90天，普通护照签证
- 越南 ：外交、公务免签90天，普通护照签证

### 第三类
美国对蒙古公民护照给予2至10年多次往返签证的优惠，蒙古国对美国公民护照免签90天。

### 第四类
除上述国家和地区外，对蒙古国各类护照全部实行签证制度。

## 語言
跟從蒙古国的標準，護照內包含了蒙古国官方語言蒙古语（西里尔蒙文）和英语，封面上的文字有英文，但其翻譯則在第一頁上。而用戶資料頁就只使用了英文。

## 申請
所有的蒙古国公民都符合申请資格。